# Тьєррі Лутонда
Тьєррі Лутонда (нід. Thierry Lutonda, нар. 27 жовтня 2000, Льєж, Бельгія) — бельгійський футболіст конголезького походження, фланговий захисник нідерландського клубу «Зволле».

## Ігрова кар'єра

### Клубна
Тьєррі Лутонда народився у місті Льєж і з 2010 року займався футболом в академії місцевого клубу «Стандард». Пізніше футболіст приєднався до молодіжної команди столичного «Андерлехта». Саме в складі брюссельського клубу Лутонда дебютував на професійному рівні. 28 липня 2019 року він вийшов на заміну в матчі чемпіонату Бельгії проти «Остенде». В тому сезоні захисник більше на полі не з'являвся.
Сезон 2020/21 Лутонда провів, граючи в оренді в нідерландському клубі «Валвейк». Після завершення терміну оренди футболіст підписав з клубом контракт на постійній основі до літа 2024 року.
У червні 2024 року як вільний агент Лутонад перейшов до іншого клубу Ередивізі — «Зволле».

### Збірна
З 2016 року Тьєррі Лутонда виступав за юнацькі збірні Бельгії різних вікових категорій.